# Isaak Yaglom

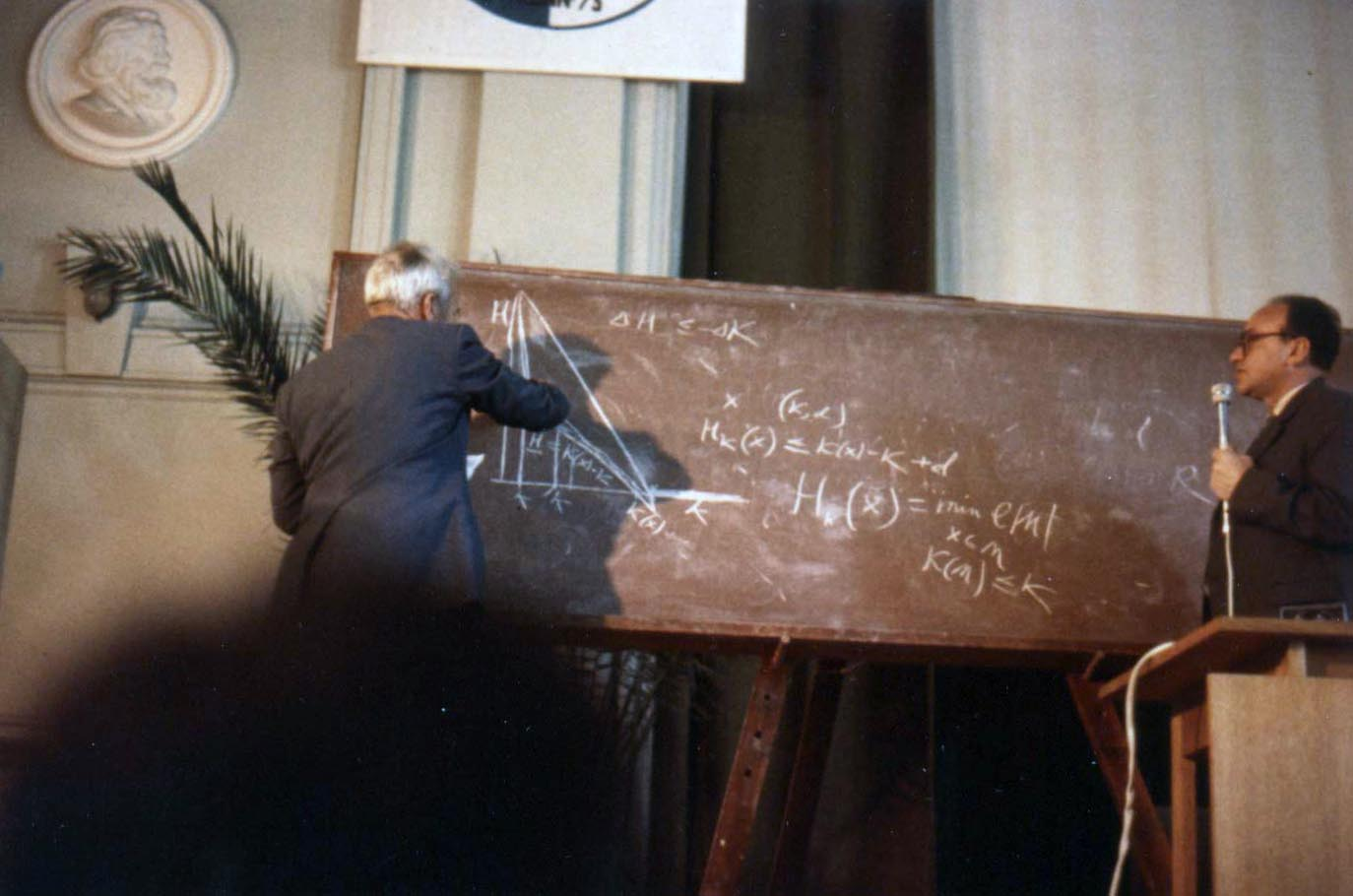
Kolmogórov (izda.) trabaja en su charla (Tallin, RSS de Estonia, 1973). A la derecha, Isaak Yaglom.

Isaak Moiséievich Yaglom (en ruso: Исаак Моисеевич Яглом; Járkov 8 de marzo de 1921 — Moscú 17 de abril de 1988) fue un matemático soviético, conocido por sus libros de texto y trabajos en que señalaba vínculos entre las matemáticas y la física.
En la década de 1960, escribió, junto con Vladímir Boltianski, un libro de texto de geometría por medio de transformaciones, un enfoque que aún se considera poco convencional.

## Lectura adicional
- V G Boltyanskii, L I Golovina, O A Ladyzhenskaya, Yu I Manin, S P Novikov, B A Rozenfel'd, A M Yaglom, "Isaak Moiseevich Yaglom (obituary)", RUSS MATH SURV, 1989, 44 (1), 225–227.

- Datos: Q1565305
- Multimedia: Isaak Yaglom / Q1565305